# Classe A (destroyer)
Pour les autres classes de navires du même nom, voir Classe A.
La Classe A de destroyers conventionnels de la Royal Navy construite dans le cadre du programme naval de 1927 comprenait initialement une flottille des 8 navires.
Un neuvième, légèrement agrandi, le HMS Codrington (D65) , a été commandé pour devenir le leader de flottille.
Deux autres ont été construits pour la Marine royale canadienne pour former la Classe River de destroyers canadiens.
Cette deuxième Classe A n'est pas à confondre avec la Classe A de 1913 qui regroupait de nombreuses anciennes classes des destroyers-torpilleurs construites entre 1893 et 1895.

## Conception
C'est une conception standard basée sur les deux prototypes de 1926, les HMS Ambuscade (D38) et HMS Amazon (D39). Certaines modifications suivantes furent pratiquées :
- remplacement des canons à chargement par la culasse par des canons à tir rapide.
- plus grand angle de tir en élévation pour l'artillerie secondaire.
- remplacement des tubes lance-torpilles triples par des quadruples tubes.
- installation d'un sonar et d'un lanceur de grenades anti-sous-marine.

Le HMS Codrington fut allongé à 105 m pour pouvoir accueillir un complément d'équipage de 47 hommes. Les deux destroyers canadiens furent conçus pour des performances similaires.
Lors de la modernisation des unités survivantes en 1941 et 1943, ils bénéficièrent de deux canons Oerlikon de 20 mm, de hérisson anti-sous-marin et de radar de surface anti-sous-marin.

## Service
Sept des onze navires ont été coulés durant la seconde guerre mondiale.
- Le HMS Acasta et le HMS Ardent ont été coulés le 8 juin 1940 par les croiseurs de bataille Scharnhorst et Gneisenau au large de Narvik.
- le HMS Codrington a été coulé par une attaque aérienne allemande sur Douvres le 27 juillet 1940.
- Le HMS Acheron a été coulé sur une mine dérivante au large de l'Île de Wight le 17 décembre 1940.
- Le HMS Achates a été coulé par les deux croiseurs lourds allemands Admiral Hipper et Lützow le 31 décembre 1942 en protégeant le convoi JW 51B .
- Le HMS Arrow, a été lourdement endommagé dans le port d'Alger en aout 1943 puis ferraillé en 1949.
- Le NCSM Skeena a fait naufrage dans une tempête au large de l'Islande le 25 octobre 1944.
- Le NCSM Saguenay, endommagé par collision le 15 novembre 1942 a été réparé pour devenir navire-école jusqu'au 30 juin 1945.

Les navires survivants ont été démantelés après la guerre.

## Les destroyers de classe A
| Nom            | N° de coque | Lancement       | Service effectif | Chantier naval                                                              | Photo |
| -------------- | ----------- | --------------- | ---------------- | --------------------------------------------------------------------------- | ----- |
| HMS Codrington | D65         | 7 août 1929     | 4 juin 1930      | Swan Hunter Wallsend                                                        |       |
| HMS Acasta     | H09         | 8 août 1929     | 11 février 1930  | John Brown & Company Clydebank (coulé le 8 juin 1940)                       |       |
| HMS Achates    | H12         | 4 octobre 1929  | 27 mars 1930     | John Brown & Company Clydebank                                              |       |
| HMS Active     | H14         | 9 juillet 1929  | 9 février 1930   | Hawthorn Leslie and Company Hebburn                                         |       |
| HMS Antelope   | H36         | 27 juillet 1929 | 20 février 1930  | Hawthorn Leslie and Company Hebburn                                         |       |
| HMS Anthony    | H40         | 24 avril 1929   | 14 février 1930  | Scotts Shipbuilding and Engineering Company Greenock                        |       |
| HMS Ardent     | H41         | 26 juin 1929    | 14 avril 1930    | Scotts Shipbuilding and Engineering Company Greenock (coulé le 8 juin 1940) |       |
| HMS Arrow      | H42         | 22 août 1929    | 14 avril 1930    | Vickers-Armstrongs Barrow-in-Furness                                        |       |
| HMS Acheron    | H45         | 18 mars 1930    | 13 octobre 1931  | John I. Thornycroft & Company Woolston                                      |       |
| NCSM Saguenay  | D79         | 11 juillet 1930 | 22 mai 1931      | John I. Thornycroft & Company Woolston                                      |       |
| NCSM Skeena    | D59         | 10 octobre 1930 | 10 juin 1931     | John I. Thornycroft & Company Woolston                                      |       |